# Âme noire
Pour les articles homonymes, voir Âme noire (court métrage).
Pour plus de détails, voir Fiche technique et Distribution.
Âme noire (Anima nera) est un film franco-italien réalisé par Roberto Rossellini, sorti en 1962.

## Synopsis
Adriano se range. Après une vie un peu agitée, il épouse Marcella. Mais le passé récent et les femmes aimées naguère ne disparaissent pas facilement.

## Fiche technique
- Titre : Âme noire
- Titre original : Anima nera
- Réalisation : Roberto Rossellini, assisté de Ruggero Deodato
- Scénario : Roberto Rossellini et Alfio Valdarnini, d'après la pièce de Giuseppe Patroni Griffi
- Musique : Piero Piccioni
- Photographie : Luciano Trasatti
- Montage : Daniele Alabiso
- Décors : Elio Costanzi
- Costumes : Marcella De Marchis
- Production : Gianni Hecht Lucari
- Pays d'origine :  Italie,  France
- Format : Noir et blanc - 1,85:1 - 35 mm
- Genre : Drame
- Durée : 97 minutes
- Dates de sortie :
  - Italie : 12 août 1962
  - France : 2 mai 1982, Cinéma de minuit, FR3
- Affiche : Macario Gómez Quibus (Espagne)

## Distribution
- Vittorio Gassman : Adriano Zucchelli
- Nadja Tiller : Mimosa
- Annette Stroyberg : Marcella
- Yvonne Sanson : Olga Manfredi
- Eleonora Rossi Drago : Alessandra
- Tony Brown : Guidino, le frère de Marcella
- Rina Braido : Lucia
- Giuliano Cocuzzoli : Sergio
- Daniela Igliozzi : Giovanna
- Chery Million : Ballerina
- Armando Suscipi : Il cavaliere